# 布吕泰勒
布吕泰勒（法語：Brutelles，法語發音：[bʁytɛl]）是法国上法蘭西大區索姆省的一个市镇，属于阿布维尔区。

## 地理
布吕泰勒（50°8'28"N, 1°31'18"E）面积6.29 平方千米，位于法国上法蘭西大區索姆省，该省份为法国北部沿海省份，北起加来海峡省和北部省，西接滨海塞纳省和大西洋英吉利海峡，南至瓦兹省，东临埃纳省。
与布吕泰勒接壤的市镇（或旧市镇、城区）包括：瓦尼亚吕、布尔瑟维尔、滨海卡约、朗谢尔、圣布利蒙、沃德里库尔。
布吕泰勒的时区为UTC+01:00、UTC+02:00（夏令时）。

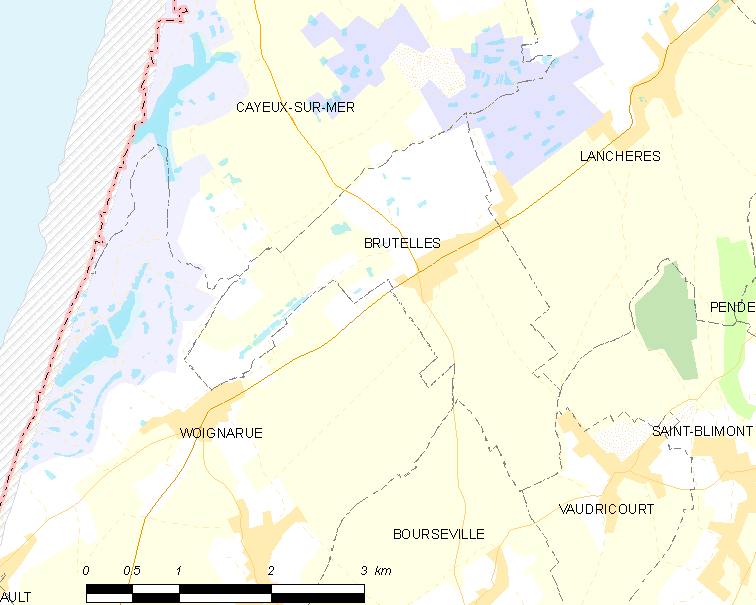
布吕泰勒的OSM定位图

## 行政
布吕泰勒的邮政编码为80230，INSEE市镇编码为80146。

## 政治
布吕泰勒所属的省级选区为弗里维尔-埃斯卡博坦县。

## 人口

1962-2008年间布吕泰勒人口变化图示

布吕泰勒于2022年1月1日时的人口数量为199人。